# Rezolucja Rady Bezpieczeństwa ONZ nr 637
Rezolucja Rady Bezpieczeństwa ONZ nr 637 została przyjęta jednomyślnie 27 lipca 1989 r.
Po przywołaniu rezolucji 530 (1983) i 562 (1985) oraz licznych rezolucji Zgromadzenia Ogólnego, Rada wyraziła uznanie dla pragnienia pokoju w Ameryce Środkowej, odnotowując wspólną deklarację pokojową prezydentów państw Ameryki Środkowej.
Rada wyraziła również swoje poparcie dla porozumienia pokojowego z Esquipulas i innych wspólnych działań, wzywając prezydentów do kontynuowania wysiłków na rzecz pokoju w Ameryce Środkowej. Zwróciła się również do krajów mających powiązania z tym regionem o wsparcie tych wysiłków i powstrzymywanie się od pomocy dla walczących stron innych niż tylko humanitarna.
W dokumencie znalazły się również słowa uznania wobec Sekretarza Generalnego i wsparcia dla jego działań oraz skierowany do niego wniosek o informowanie Rady o rozwoju sytuacji.